# Braunblanquetia
Braunblanquetia es un género con una especies de plantas de flores perteneciente a la familia Scrophulariaceae. 

## Especies seleccionadas
- Braunblanquetia littoralis